# Aeroportul Innsbruck
Aeroportul Innsbruck (în germană austriacă Flughafen Innsbruck) (IATA: INN, ICAO: LOWI) este un aeroport din Innsbruck, Tirol, Austria ce deservește zona Innsbruck. Aeroportul a fost tranzitat în 2023 de 906.655 de pasageri. A fost deschis în 15 ianuarie 1948 și numit după zona deservită.
Situat la o altitudine de 581 m, aeroportul dispune de 1 pistă. Este operat de Tiroler Flughafenbetriebsgesellschaft m.b.H.⁠(d).

## Infrastructură

### Piste
Aeroportul dispune de o singură pistă. Pista 08/26 are suprafața de asfalt și dimensiunile 2.000 m × 45 m. 